# 瓜達盧佩 (聖維森特省)
13°37′N 88°52′W / 13.617°N 88.867°W
瓜達盧佩（西班牙語：Guadalupe），是薩爾瓦多的城鎮，位於該國中部，由聖維森特省負責管轄，面積21.51平方公里，海拔高度791米，2007年人口5,486，人口密度每平方公里255.04人。